# 9-1-1

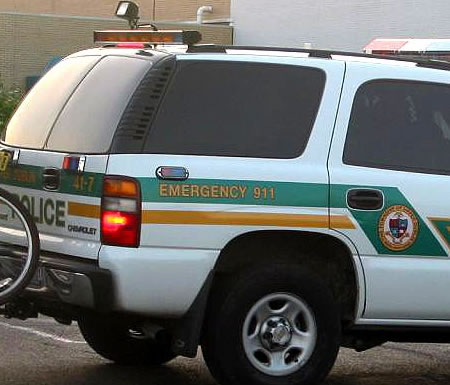
"Emergency 911" scris pe o mașină de poliție.

9-1-1 sau 911 este numărul de urgență în Statele Unite ale Americii, Canada și Argentina.

## Prefixe telefonice
Pentru o listă completă a tuturor prefixelor de trei cifre din America de Nord, vedeți Listă de prefixe telefonice din Canada și Statele Unite ale Americii.